# Періодична група
Періодична група (торсійна група) (англ. torsion group) — група кожен елемент якої має скінченний порядок. Тобто, {\displaystyle \forall a\in G\;\exists r\in \mathbb {N} \ :\ a^{r}=e}. Всі скінченні групи періодичні.
Степінь періодичної групи G — найменше спільне кратне, якщо воно існує, порядків елементів G.
Довільна скінченна група має скінченний степінь і він є дільником |G|.
Найвідомішим питанням теорії періодичних груп є проблема Бернсайда. Загальна проблема Бернсайда запитувала чи скінченнопороджена періодична група є обов'язково скінченною. Негативну відповідь на це питання дали Голод і Шафаревич у 1964 році (див. теорема Голода—Шафаревича).

## Приклади
Прикладами періодичних груп є:
- Довільні скінченні групи.
- Адитивна група кільця поліномів над скінченним полем.
- Факторгрупа {\displaystyle (\mathbb {Q} /\mathbb {Z} ,+)}.
- Група поворотів кола на раціональний кут.